# Louis-François Paulin
Louis-François Paulin (* 6. August 1711 in Paris; † 19. Januar 1770 ebenda)  war ein französischer Schauspieler. 
Als Sohn eines Capitains eines  Infanterieregiments ging Paulin auch zum Militär und kam 17-jährig zu einem Dragonerregiment. Nach seiner Dienstzeit wechselte er zur Schauspielerei und hatte zuerst ein Engagement in Lyon und anschließend in Besançon. Von dort wurde er nach Paris an die Comédie-Française berufen, wo er im Jahr 1741 debütierte. Anfangs spielte er nur kleine Nebenrollen, doch hatte Voltaire Vertrauen in seine Fähigkeiten und gab ihm in Mérope die Rolle des Poliphonte, eine größere Nebenrolle. Als Zweitbesetzung für Pierre-Claude Sarrazin spielte Paulin nun stets die Rollen des Königs oder die des Tyrannen und nach dem Tod Montménys auch die des Landmanns. Er war aber nicht unumstritten, denn seine Kritiker, darunter sein Kollege Lekain, fanden sein Spiel zu kraftvoll, seine Stimme sehr laut und ihn besser als Bauer denn als König besetzt. Paulin galt als untadelig und nachdem er mit der Kirche ins Reine gekommen war, fand nach seinem Tod ein großer Trauerzug zur Kirche St-Sulpice statt, der von der Comédie bezahlt wurde.

## Rollen (Auswahl)
- Coprée in Les Héraclides von Jean-François Marmontel
- Pierrot in Le Festin de pierre von Thomas Corneille
- Lucas in Le médecin malgré lui von Molière
- Ulysse in Iphigénie von Jean Racine
- Don Fernand in Le Cid von Pierre Corneille